# Лвовско евангелие
Лвовското евангелие (на арменски: Լվովի ավետարան), известно също като Скеврско евангелие (на арменски: Սկևրի ավետարան), е средновековен илюстриран арменски ръкопис от 12 век, образец на живописната школа на Киликийското царство.
Създаден е в манастира Скевра от художника-миниатюрист Григор Мличеци. Съхранява се в Националната библиотека на Полша във Варшава от 2006 г.

## История
Според записа в първия колофон ръкописът е създаден в 647 г. на арменската ера (31 януари 1198 г. – 30 януари 1199 г.) Григор Мличеци започва работата върху него в манастира Млич, завършва я в манастира Скевра. За времето на създаването на евангелието се смята периодът 1197 – 1198 г. Предполага се, че ръкописът е бил предназначен за церемонията на коронацията на киликийския цар Левон I Рубинян.
Подробностите на по-нататъшната съдба на ръкописа не са известни. Предполага се, че до смъртта на Левон I евангелието е съхранявано в Киликия, най-вероятно в Скевра. Възможно е изнесено оттам през 1375 г., след падането на Киликийското царство. Известно е, че през 1422 г. е закупено от човек на име Кутлубег. Името често се среща в документите на град Лвов от онова време, поради което се смята за основателно да се предположи, че сделката се е състояла там. Потвърждение за местонахождението на ръкописа на територията на Жечпосполита има в колофона от 1592 г., в който се споменава името на краля на Полша, Зигмунт III.
В полските архиви има описания на Скеврското евангелие от 1830 и 1890 г. През 1930 г. то е подробно описано от виенския мъхитарист Нерсес Акинян, през 1932 г. е показано на изложба в Лвов. До Втора световна война ръкописът принадлежи на арменската униатска община на Лвов. След края на войната през 1945 г., когато става ясно, че Лвов няма да бъде в границите на Полша, викарият на Лвовската катедрала пренася евангелието в бенедиктинския манастир в село Тинец (днес район на Краков). През 1947 г. пазителят на евангелието, свещеникът Павел Счанецки (Paweł Sczaniecki), съобщава на Лех Калиновски (Lech Kalinowski) за мястото на ръкописа, като го моли информацията да се запази в тайна. През 1985 г. ръкописът се пренася в архиепископския архив в Гнезно и се каталогизира. През 1993 г. Лех Калиновски запознава с евангелието Гюнтер Принцинг (Günter Prinzing), професор в Университета „Йохан Гутенберг“ в Майнц. През 1996 г. Принцинг с колегите си от Музея на Гутенберг в Майнц провеждат реставрацията на ръкописа и организират негово проучване. Резултатите на изследванията се представят на специална конференция и се издават като отделен сборник от статии. На 4 октомври 2006 г. Лвовското евангелие се предава на Националната библиотека във Варшава.

## Описание
Ръкописът е четвероевангелие, изработен е от пергамент, закупен в Кипър от поръчалия кодекса свещеник Степанос. Състои се от 426 листа, написан е с шрифт еркатагир (арменски унциал) в две колони по 15 реда. Книгописецът и илюстраторът е Григор Мличеци. Текстът на всяко едно от евангелия е предшестван от послание на Евсевий Кесарийски до Карпиан и неговите „Канони на съгласие“. Ръкописът съдържа четири миниатюри на цяла страница (22х29 cm) с изображения на евангелистите и голям брой евангелски сцени, разположени на полетата.
Ръкописът има осем колофона. Първите три са написани от самия Григор Мличеци през 1198 г. и в тях той моли свещеникът Степанос да бъде споменаван в молитвите. Необичайното в тях е, че Григор не включва подобна молба за себе си. Четвъртият колофон заема няколко страници и е писан от самия Степанос. Петият запис е направен през 1219 г. от неизвестен автор, който съобщава за смъртта на Левон I. Шестият колофон е написан през 1422 г. и неговият автор, монах Симеон, съобщава за новия притежател на ръкописа – Кутлубег (Хутлубег). Следващият запис е от 1592 г. и разказва за полския собственик на евангелието, Торос Бернатович, дарил средства за възстановяването на ръкописа и за украсената със сребро подвързия. Последният колофон съдържа римуван текст, написан от реставратора и книговезеца Ованес.

## Миниатюри
Скеврското евангелие е забележително произведение от ранния период на киликийската книгописна традиция. Живописната му украса се състои от хорани – архитектонични структури, съдържащи послание и „Канони“ на Евсевий, художествено оформени титулни листове към всяко от евангелията, стилизирани инициали, портрети на евангелистите и сцени от живота на Христос. Илюстрациите на ръкописа впечатляват неговите изследователи със своята художествена зрялост, издържания стил и прецизната техника.
Орнаментите на хораните представляват геометрични и флорални мотиви и стилизирани изображения на реални и митични същества. Характерно е използването на крилати грифони, дракони с дълги заплетени опашки, сирени с извит стан и др. Едни от интересните образи са крилатите дракони със змийско тяло в арките на два хорана, съдържащи посланието на Евсевий. Страничният орнамент на друг хоран представлява птица с опашка във вид на завит като спирала дракон. Някои начални главни букви (инициали) са оформени като лъвски или вълчи маски. Самите хорани като цяло изглеждат тежки и монументални.
Титулните страници на евангелията се различават по своята украса, техните инициали съдържат символите на евангелистите. Така например инициалът на титулната страница на евангелието от Матей представлява ангел, който има в протегната си дясна ръка евангелие, а с лявата държи крилото. Евангелието от Марк започва с инициал във вид на крилат лъв с книга в лапите и с издигнати нагоре криле. Инициалът на титулната страница на евангелието от Лука е оформен като крилат бик. Титулният инициал на евангелието от Йоан се отличава от другите. Той е изобразен като запълнена с цветен орнамент вертикална ивица, простираща се почти през цялата височина на страницата. На нейния връх е изрисуван орел, символът на евангелиста. Под него е изобразен бюстът на Йоан с евангелие в ръцете. Страничната опашка на буквата завършва с човешка глава, от устата на която излизат цветя.
Тематичните миниатюри от евангелския цикъл са разположени по полетата. Сцените – Христос и Тома Неверни, Христос и самарянка, Христос и Юда – са представени в лаконичния вариант, изобразени са само главните действащи лица.
Портретите на евангелистите са в съответствие с традициите на византийската иконография. На картините с портретите на Матей и Марк има изящно изрисувани предмети. Портретът на Лука представя евангелиста съсредоточен над своето писание. Представата за евангелиста като мъдрец е подчертана в миниатюрата с портрета на Йоан и неговия ученик Прохор. Йоан е изобразен в движение с вдигната ръка, като на оратор. Цялата композиция на миниатюрата внушава тържественост и патетичност.